# Gas-oil (film)
Pour les articles homonymes, voir Gas-oil (homonymie).
Pour plus de détails, voir Fiche technique et Distribution.
Gas-oil est un film réalisé par Gilles Grangier, sorti en 1955.

## Résumé
Alors qu'il fait nuit noire et qu'il pleut à verse, le camion de Jean Chappe roule sur un corps étendu sur la chaussée, à côté de sa voiture. Cet homme avait participé quelques heures auparavant à un braquage sanglant. Ses complices retrouvent Jean et tentent de l'intimider, pensant qu'il a récupéré le butin du braquage lors de l'accident.

## Fiche technique
- Réalisation : Gilles Grangier, assisté de Jacques Deray et Michel Ayats
- Scénario : Michel Audiard et Jacques Marcerou, d'après le roman Du raisin dans le gaz-oil de Georges Bayle (Éditions Gallimard Série noire no 217)
- Dialogues : Michel Audiard
- Photographie : Pierre Montazel
- Son : Jean Rieul
- Décors : Jacques Colombier
- Montage : Jacqueline Thiédot
- Musique : Henri Crolla
- Production : Jean-Paul Guibert
- Société de production : Intermondia Films
- Sociétés de distribution : J. Arthur Rank Organisation, Victory Films
- Format : noir et blanc — 35 mm — 1,37:1 — son monophonique
- Durée : 92 minutes
- Genre : film policier
- Date de sortie :
  - France : 9 novembre 1955
- Affiche : Gilbert Allard (France)

## Distribution
| - Jean Gabin : Jean Chape, camionneur, amant d'Alice - Jeanne Moreau : Alice, l'institutrice - Ginette Leclerc : Mme Scoppo, la veuve - Henri Crémieux : le juge d'instruction - Gaby Basset : Mme Camille Serin - Simone Berthier : Lucienne, une serveuse - Charles Bouillaud : le gendarme dactylo - Marcel Bozzuffi : Pierrot Ragondin, le jeune routier - Robert Dalban : Félix, l'affréteur - Albert Dinan : Émile Serin - Camille Guérini : Lucien Ragondin, le père - Guy-Henry : Jojo, un routier - Roger Hanin : René Schwob, le chef de la bande - Bob Ingarao : le chauffeur de la bande - Jean Lefebvre : le chauffeur du car - Lisette Lebon : Mauricette Serin, la serveuse | - Jacques Marin : le gendarme au commissariat - Gilbert Edard : le commissaire - Germaine Michel : Maria Ragondin, la mère - Albert Michel : le facteur - Marcel Perès : le barbier - Jean-Marie Rivière : un homme de la bande - Yvonne Yma : une commère du village - Jean Lanier : un inspecteur - Lucien Desagneaux : un client - François Darbon : Antoine Scoppo, le gangster victime - Henri Guégan : un routier chez Serin - Mario David : un routier chez Serin - rôle coupé au montage - Sylvain Lévignac : le convoyeur abattu - Jacques Ferrière : Marcel, le boucher - Albert Montigny - France Arnel |

## Production

### Tournage
Le tournage s'est déroulé du 25 mai au 28 juillet 1955.
Lieux de tournage :
- Intérieurs dans les Studios Éclair à Épinay-sur-Seine,
- Extérieurs à : 
  - Paris dans les rues de Jessaint (18e arrondissement), Stephenson (18e) et Jules Bourdais (17e) (scènes de préparation et de fuite liées au braquage),
  - Maisons-Alfort (Val-de-Marne) dans l'avenue du Général-de-Gaulle et sur le pont de Charenton (camion qui passe la Marne),
  - Ivry-sur-Seine (Val-de-Marne) sur le quai Auguste-Deshaies (déchargement de la marchandise venant de Clermont-Ferrand),
  - Gennevilliers (Hauts-de-Seine) devant l'ancienne gare et les entrepôts attenants (déchargement du papier), dans une ancienne gravière au 92 avenue du Général-de-Gaulle (chargement du papier),
  - Épinay-sur-Seine rue de Paris ex-RN 310 (camion qui part sur Paris) et cimetière (1er plan de la scène),
  - Montmorency (Val-d'Oise) sur la place du Château-Gaillard (lieux où habite Jean Chape) et sur la place des Cerisiers (lieu du braquage),
  - Quincy-Voisins (Seine-et-Marne) dans l'avenue Maréchal-Foch (routier où Jean Chape a ses habitudes),
  - Jumeauville (Yvelines) sur la place de la Mairie (gendarmerie après l'accident),
  - Goussonville (Yvelines) au croisement D 130/D 158 (lieux de l'accident),
  - Guerville (Yvelines), hameau de Senneville, dans la rue Saint-Jean (école d'Alice),
  - Dans le Puy-de-Dôme : 
    - Durtol sur la route de Champiot (camion qui descend sur Clermont),
    - Beaumont / Ceyrat sur le pont de Boisséjour (scènes avec le tram électrique),
    - Orcet, hameau de Petit Orcet, D 978 (routier de la rixe),
    - Clermont-Ferrand devant la gare et dans l'enceinte des Ateliers de Construction du Centre (ACC), rue Pré-la-Reine (chargement pour Paris),
    - Murol dans la rue du Tartaret,
    - sur les routes du plateau des Dômes autour d'Aydat, Saulzet-le-Froid, le Vernet-Sainte-Marguerite et Murol (scènes des poursuites sur les D 5, D 90, D 213, D 788, et D 2089 ex-RN 89, scène finale au carrefour de D 5 et D 788).

Bien que le panneau de la commune de Retournac apparaisse dans le film et que le nom de Retournac soit plusieurs fois cité (Jeanne Moreau tenant le rôle de l'institutrice de l'école communale de Retournac), la scène de l'école a été tournée à Guerville dans les Yvelines.

## Autour du film
Gas-oil marque la première collaboration cinématographique entre Jean Gabin et Michel Audiard. Le film ne contient cependant aucun des éléments qui feront plus tard la réputation de ce duo : ni prestance seigneuriale pour l'un, ni répliques mémorables pour l'autre.
Le film montre une véritable collection de poids-lourds d'époque, dont le Willème LD 610 conduit par Jean Gabin. Autre rareté dans un film noir, on peut voir de nombreux paysages ruraux, dans une France encore très paysanne, aux routes étroites. La scène de l'arrivée à Paris, notamment, montre au spectateur du XXIe siècle des routes et rues, et un rythme de déplacement propres à leur époque.

## Critique TV
Pour le magazine Télé 7 jours, « Grangier à la mise en scène, Audiard aux dialogues, sur l'écran Jean Gabin et Jeanne Moreau : une très bonne série noire française. »